# 夸拉哈山
04°13′47″S 35°48′4″E / 4.22972°S 35.80111°E

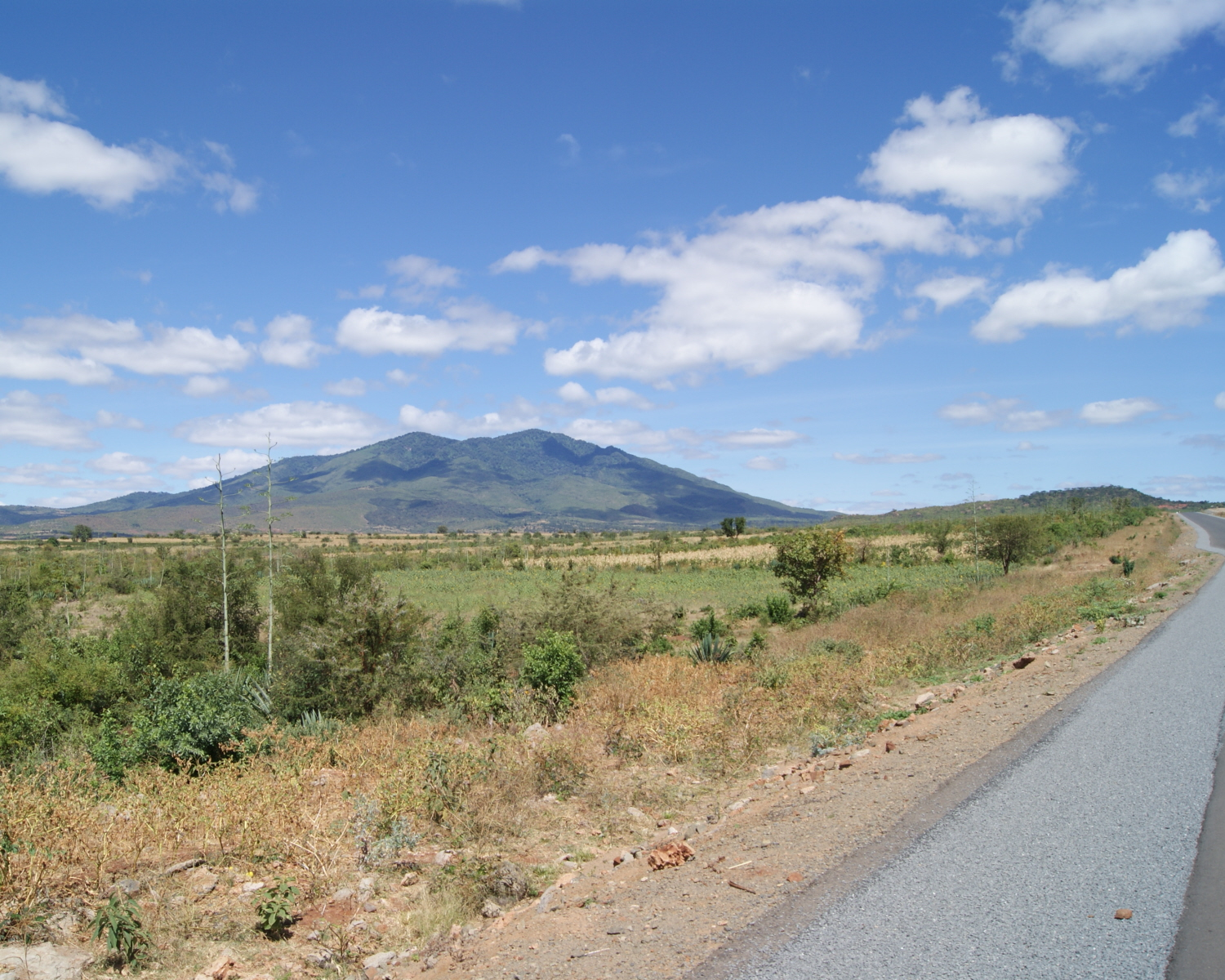

夸拉哈山是坦桑尼亞的山峰，位於該國東北部曼亞拉區，處於巴巴蒂以東約5公里，距離首都多多馬以北220公里，海拔高度2,415米，每年平均降雨量811毫米。